# Direct Contact

Direct Contact est un film d'action réalisé par Danny Lerner en 2008, diffusé pour la première fois le 30 mai 2012 sur France 4.

## Distribution
- Dolph Lundgren : Mike Riggins
- Michael Paré : Clive Connelly
- Gina May : Ana Gale
- Bashar Rahal : Général Drago
- James Chalke : Trent Robbins
- Vladimir Vladimirov : Vlado Karadjov